# الاحتلال الإيطالي لفرنسا
كانت فرنسا التي تحتلها إيطاليا منطقة في جنوب شرق فرنسا احتلتها مملكة إيطاليا على مرحلتين خلال الحرب العالمية الثانية. استمر الاحتلال من يونيو عام 1940 حتى الهدنة بين إيطاليا والقوات المسلحة المتحالفة في سبتمبر عام 1943، عندما تراجعت القوات الإيطالية على الأراضي الفرنسية تحت ضغط من الألمان.

## الاحتلال الإيطالي
وقع الاحتلال الإيطالي الأولي لأراضي فرنسا في يونيو 1940؛ ثم تم توسيعه في نوفمبر 1942.

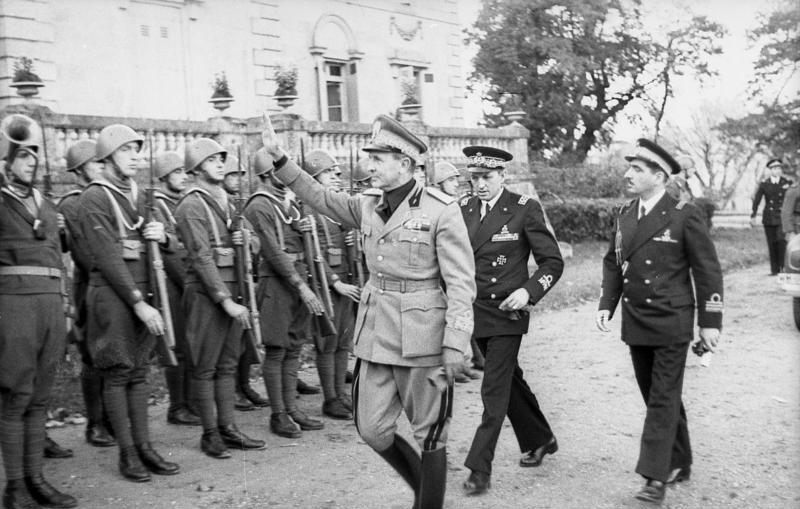
الإيطاليون في فرنسا المحتلة (1942)

بدأ الهجوم الألماني ضد البلدان المنخفضة وفرنسا في 10 مايو وبحلول منتصف مايو كانت القوات الألمانية على الأراضي الفرنسية. مع بداية شهر يونيو، كانت القوات البريطانية تقوم بالإخلاء من الجيب في شمال فرنسا. في 10 يونيو 1940، أعلنت إيطاليا الحرب ضد الفرنسيين والبريطانيين. بعد عشرة أيام، غزا الجيش الإيطالي فرنسا. في 24 يونيو 1940، وبعد سقوط فرنسا، وقعت إيطاليا وفرنسا الهدنة الفرنسية الإيطالية، بعد يومين من وقف الأعمال العدائية بين فرنسا وألمانيا، والاتفاق على منطقة احتلال إيطالية.
منطقة الاحتلال الأولية هذه التي تم ضمها رسميًا إلى مملكة إيطاليا كانت 832 كيلومتر مربع (321 ميل2) وتضم 28500 نسمة. كانت منتون أكبر مدينة داخل منطقة الاحتلال الإيطالية الأولى. المدينة الرئيسية داخل «المنطقة المنزوعة السلاح» من 50 كم (31 ميل) من الحدود السابقة مع جدار جبال الألب الإيطالي كانت نيس.
في نوفمبر 1942، بالاشتراك مع Case Anton، الاحتلال الألماني لمعظم فرنسا الفيشية، قام الجيش الملكي الإيطالي (Regio Esercito) بتوسيع منطقة الاحتلال. سيطرت القوات الإيطالية على تولون وكل بروفنس حتى نهر الرون، مع جزيرة كورسيكا (التي طالب بها التوسعيون الإيطاليون). كان من المقرر ضم نيس وكورسيكا إلى إيطاليا (كما حدث في عام 1940 مع مينتون)، من أجل تحقيق تطلعات الوحدويون الإيطاليون (بما في ذلك المجموعات المحلية مثل أيطاليو نيس وكورسيكا). لكن هذا لم يكتمل بسبب الاستسلام الإيطالي للحلفاء في سبتمبر 1943 عندما استولى الألمان على مناطق الاحتلال الإيطالي.
كانت منطقة جنوب شرق فرنسا التي احتلها الإيطاليون في الواقع موضع نزاع. ألقت دراسة التاريخ البريدي للمنطقة ضوءًا جديدًا على الجزء الفرنسي الذي يسيطر عليه الإيطاليون والألمان. (Trapnell ، 2014). من خلال دراسة البريد الذي فرضت عليه السلطة القائمة بالاحتلال، أظهرت هذه الدراسة أن الإيطاليين احتلوا الجزء الشرقي حتى «خط» ينضم إلى طولون - غاب - غرونوبل - شامبيري - أنيسي - جنيف. كانت الأماكن التي يشغلها الإيطاليون غربًا قليلة أو مؤقتة.

## المميزات
كان جيش الاحتلال الإيطالي في جنوب فرنسا في نوفمبر 1942 مؤلفًا من أربعة فرق مشاة مع 136,000 جندي و6000 ضابط، بينما كتن في كورسيكا 66,000 جندي مع 3000 ضابط. لم تكن هناك أي حرب عصابات ضد الإيطاليين في فرنسا حتى صيف 1943.[بحاجة لمصدر] كان نظام فيشي الذي سيطر على جنوب فرنسا ودودًا تجاه إيطاليا، حيث سعى إلى الحصول على تنازلات من النوع الذي لن تقدمه ألمانيا أبدًا في منطقة الاحتلال.

## الملجأ
انتقل الآلاف من اليهود إلى منطقة الاحتلال الإيطالية هربًا من الاضطهاد النازي في فيشي فرنسا. لجأ ما يقرب من 80% من اليهود الفرنسيين البالغ عددهم 300,000 إلى هناك بعد نوفمبر 1942. يصف كتاب روبرت باكستون فرنسا الفيشية، الحرس القديم، النظام الجديد (بالإنجليزية: Vichy France, Old Guard, New Order) كيف تصرفت المنطقة الإيطالية كملاذ لليهود الفارين من الاضطهاد في فيشي فرنسا أثناء الاحتلال.
كان للمصرفي اليهودي الإيطالي أنجيلو دوناتي دور مهم في إقناع السلطات المدنية والعسكرية الإيطالية بحماية اليهود من الاضطهاد الفرنسي.
في يناير 1943، رفض الإيطاليون التعاون مع النازيين في القبض على اليهود الذين يعيشون في المنطقة المحتلة من فرنسا تحت سيطرتهم وفي مارس منعوا النازيين من ترحيل اليهود في منطقتهم. اشتكى وزير الخارجية الألماني يواخيم فون ريبنتروب لموسوليني من أن «الدوائر العسكرية الإيطالية... تفتقر إلى الفهم الصحيح للمسألة اليهودية».
ومع ذلك، عندما وقع الإيطاليون الهدنة مع الحلفاء، غزت القوات الألمانية المنطقة الإيطالية السابقة في 8 سبتمبر 1943 وبدأت غارات وحشية. تم وضع ألويس برونر، مسؤول قوات الأمن الخاصة للشؤون اليهودية، على رأس وحدات تم تشكيلها للبحث عن اليهود. في غضون خمسة أشهر، تم القبض على 5000 يهودي وترحيلهم.

## بوردو
في أغسطس 1940، أنشأت البحرية الملكية الإيطالية (ريجيا مارينا) قاعدة غواصة في بوردو، خارج فرنسا المحتلة من قبل إيطاليا.
كانت تعمل من Bordeaux Sommergibile ("BETASOM") كما كان معروفًا، وقد شاركت 32 غواصة إيطالية في معركة الأطلسي. غرّقت هذه الغواصات 109 سفن تجارية متحالفة (593,864 طنًا) و18 سفينة حربية (20000 طن) حتى سبتمبر 1943. فقدت 11 من هذه الغواصات.

## المطالبات الإقليمية الإيطالية
بالإضافة إلى نيس / نيزا وكورسيكا، توقع الإيطاليون المزيد من المطالبات الإقليمية لفرنسا المهزومة. في عام 1940، أنتجت لجنة الهدنة الإيطالية خطتين مفصلتين بشأن مستقبل الأراضي الفرنسية المحتلة. قدمت الخطة «أ» احتلالًا عسكريًا إيطاليًا على طول الطريق إلى نهر الرون، حيث ستحافظ فرنسا على سلامتها الإقليمية باستثناء كورسيكا ونزا. تضمنت الخطة «ب» الضم الإيطالي لجبال الألب البحرية (بما في ذلك إمارة موناكو) وأجزاء من ألب دي هوت بروفانس، ووهوت ألبس وسافوا. سوف تدار المنطقة على أنها منطقة إيطالية جديدة من البي Occidentali مع بلدة بريانسون (بالإيطالية: Brianzone) بوصفها عاصمة المقاطعة.

## في الخيال الشعبي
- يعرض فيلم 2017 A Bag of Marbles مشاهد من الحياة اليهودية تحت الاحتلال الإيطالي.
- في كوميديا الموقف من بي بي سي "ألو"، "ألو"، التي تدور أحداثها في فرنسا المحتلة في الحرب العالمية الثانية، يصور ضابط وهمي الجيش الإيطالي الكابتن Bertorelli، بالإضافة إلى ضباط الفيرماخت الألمان.